# Nagyabonyi Emese
Nagyabonyi Emese (Zenta, 1990. augusztus 19. –) vajdasági magyar színésznő.

## Életpályája
1990-ben született Zentán. 2014-ben diplomázott az Újvidéki Művészeti Akadémián. Játszott az Újvidéki Színházban, a Szabadkai Népszínházban, állandó társulati tagja volt a Zentai Magyar Kamaraszínháznak és a szabadkai Kosztolányi Dezső Színháznak. 2019-től szabadúszó színésznő, főként magyarországi színházakban alkot.

## Filmes és televíziós szerepei
- Drága örökösök – recepciós
- Oltári történetek (2023) – Petra
- Gólkirályság (2023) – újságíró